# Temperos de esquentar

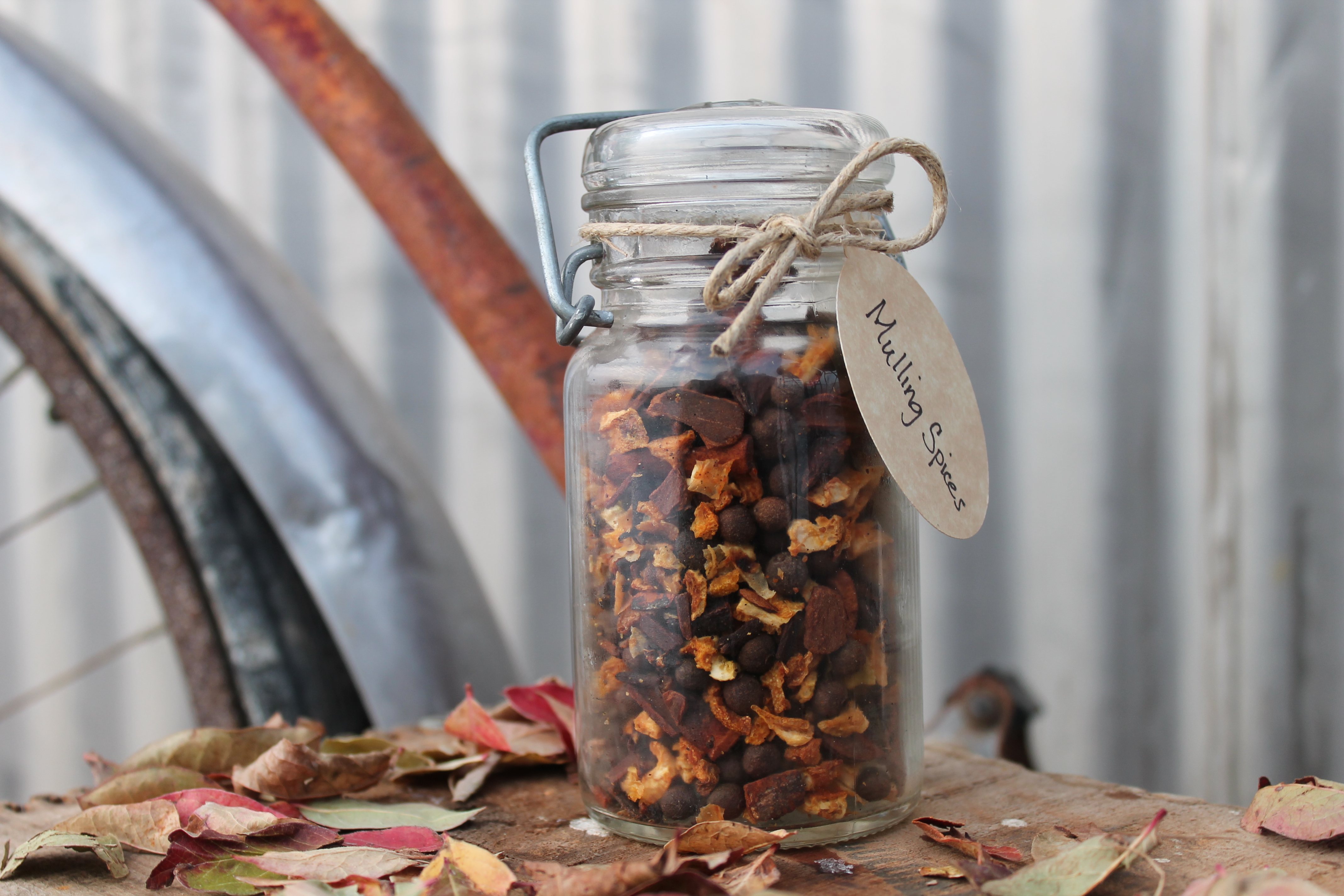
Um frasco de vidro de especiarias

Especiarias de esquentar são uma mistura de especiarias usadas em receitas de drinks. As especiarias são geralmente usadas para temperar cidra quente, vinho quente, wassail, e outras bebidas (como sucos) durante o outono ou inverno. Uma bebida esquentada é uma bebida que tenha sido preparado com estes temperos (geralmente através de aquecimento a bebida em uma panela com as ditas especiarias e, em seguida, fechá-lo). Essas especiarias também podem ser adicionados para o processo de fabricação de cerveja para fazer cerveja temperada.
A combinação de especiarias varia, mas geralmente consiste de canela, cravo-da-índia, pimenta, e noz-moscada; e, menos frequentemente, anis, pimenta ou cardamomo. Ele também inclui, geralmente, frutas secas (como passas, maçãs ou laranja casca). Especiarias de esquentar também podem ser compradas pré-embaladas.